# Răng hàm
Răng hàm là răng phẳng ở mặt sau vòm miệng. Răng phát triển ở động vật có vú. Chúng được sử dụng chủ yếu để nghiền nhỏ thức ăn trong quá trình nhai. Tên molar xuất phát từ tiếng Latin, molaris dens, có nghĩa là "răng cối đá", từ "mola", cối giã và dens, răng. Răng hàm hiển thị rất đa dạng về kích thước và hình dạng ở các nhóm động vật có vú.